# ファンサイト
| ウィキペディアには「ファンサイト」という見出しの百科事典記事はありません（タイトルに「ファンサイト」を含むページの一覧/「ファンサイト」で始まるページの一覧）。 代わりにウィクショナリーのページ「ファンサイト」が役に立つかもしれません。 |